# Krak młodszy

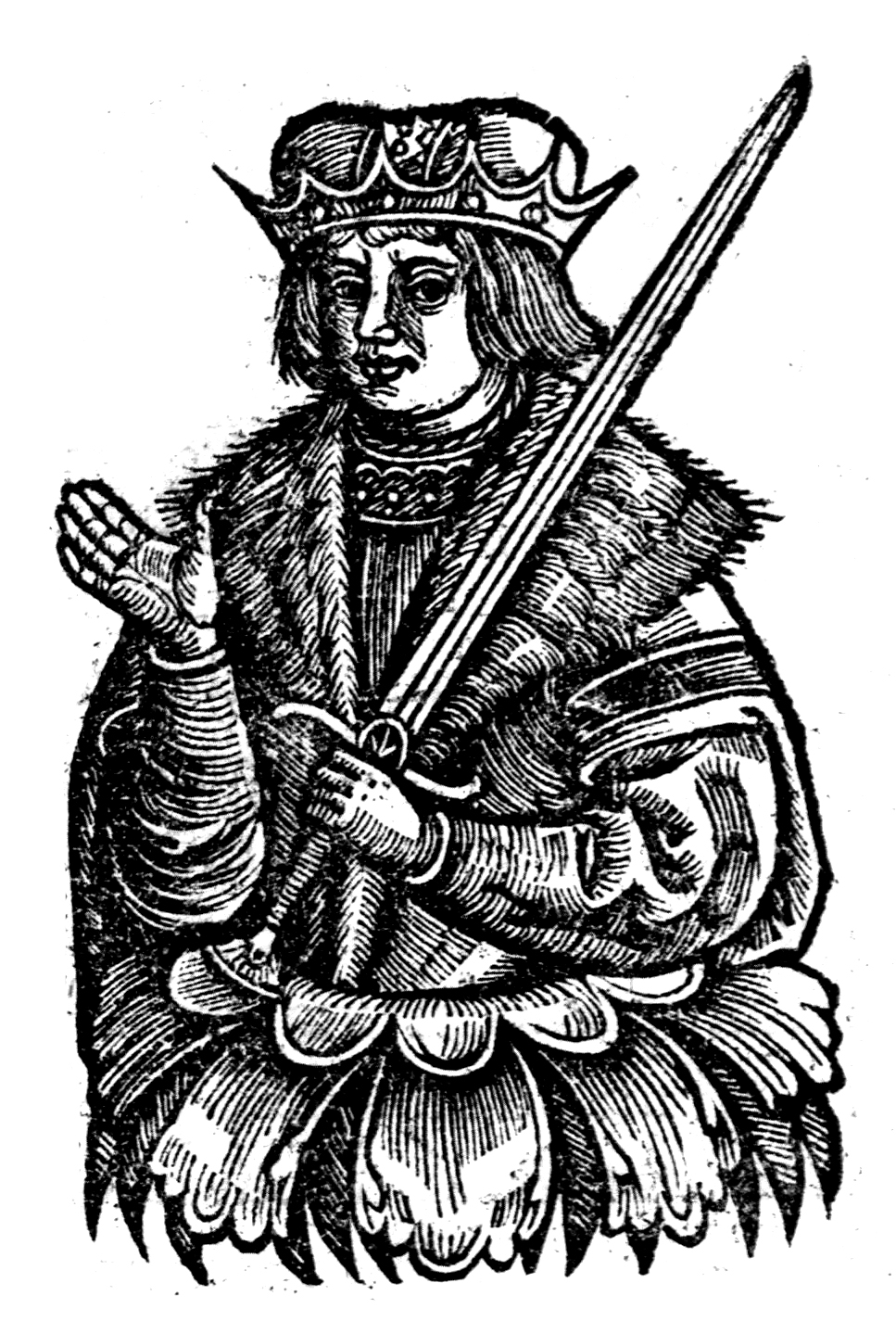
Lech II – drzeworyt z Kroniki Macieja Miechowity

Krak młodszy (łac. Gracchus junior) lub Lech (II) – legendarny władca Polski, pojawiający się po raz pierwszy w Kronice Polskiej Wincentego Kadłubka, a potem w nieco innej wersji żywota i pod innym imieniem w dziele Jana Długosza. Młodszy syn Kraka i jego następca.

## Relacja Kadłubka
Wincenty Kadłubek, przytaczając legendę o Smoku Wawelskim, pisze o potworze (holophagus – całożerca), który domagał się od poddanych Kraka, aby co tydzień dostarczali mu pewną liczbę bydła, które potem zjadał. Jeżeli ofiara nie została mu dostarczona, potwór miał pożerać tę samą liczbę ludzi. W tej sytuacji Krak postanowił wysłać przeciw potworowi swoich dwóch synów, którzy bardzo się ucieszyli możliwością zdobycia sławy. Po niepowodzeniach w otwartej walce, bracia uciekli się do podstępu. Podali potworowi, jako zwyczajową ofiarę, skóry bydlęce wypchane siarką, czym udusili potwora. Po zabiciu bestii Krak młodszy rzucił się na swego starszego brata i zabił go, ojcu natomiast skłamał, że to potwór jest odpowiedzialny za śmierć brata. Tak oto młodszy Grakch przejmuje władzę po ojcu, konkluduje kronikarz. Wkrótce jego sekret został wykryty i Krak został za tak straszną zbrodnię skazany na wieczne wygnanie. Władzę po nim objęła jego siostra, córka Kraka, Wanda. Swoją opowieść kończy autor cytatem z Owidiusza: Wszak prawem jest najsprawiedliwszym, gdy sprawców zbrodni ich własna zbrodnia zabija.

## Relacja Długosza
Według Długosza do morderstwa doszło już po zabiciu smoka przez Kraka ojca. Po śmierci ojca, młodszy z synów, który u Długosza nosi imię Lech, z żądzy władzy i z zazdrości zabił swojego starszego brata, noszącego po ojcu imię Krak. Dokonać miał tego w czasie polowania, a dla ukrycia zbrodni porąbał ciało na części i zasypał w piasku. Potem kronikarz wspomina o fałszywym świadectwie Lecha przed ogółem możnych, które Lech sowicie podlał łzami. Przekonani poddani ogłosili go królem, po czym miał on panować długie lata.
Długosz podaje dwie wersje zakończenia tej historii, samemu będąc bardziej przekonanym o wykryciu spisku (znaleźli się świadkowie) i strąceniu Lecha z tronu, które gorąco pochwala. W drugiej wersji Lecha ukarać miała opatrzność boska tym, że panował długo, lecz bezpotomnie. Po jego śmierci królestwo przejęła Wanda, ostatnia z rodu Kraka.
W porównaniu z dotychczasowymi podaniami dynastycznymi (Wincenty Kadłubek, Kronika wielkopolska) Długosz dokonał pewnej znaczącej zmiany co do imion synów Kraka. Poza tym Długosz przeniósł całość przetworzonej przez siebie legendy o Smoku Wawelskim na czasy Kraka seniora, czasy Lecha II zawężając tylko do podania o bratobójstwie i wygnaniu. Wymogło to na nim zmianę okoliczności śmierci starszego z synów Kraka.

## W literaturze
Krak młodszy jest jednym z głównych bohaterów misterium Cypriana Kamila Norwida Krakus. Książę nieznany, poświęconego osobie starszego z braci. Norwid po raz kolejny zmienia mu imię. Krak młodszy w dramacie nosi imię Rakuz, być może nie bez związku łacińskim brzmieniem jego imienia u Kadłubka (Gracchus).

## Literatura
- Wincenty Kadłubek: Kronika Polska. Wrocław: Rebis, 2003, s. 13–15. ISBN 83-04-04613-X.
- Jerzy Strzelczyk: Mity, podania i wierzenia dawnych Słowian. Poznań: Rebis, 2007. ISBN 978-83-7301-973-7. Brak numerów stron w książce
- Jan Długosz, Roczniki, czyli kroniki sławnego Królestwa Polskiego, ks 1–2, Warszawa 1961, s. 191–192.
- A. Semkowicz, Krytyczny rozbiór Dziejów Polski Jana Długosza (do roku 1384), Kraków 1887.